# James Ellis Ford
James Ford est un compositeur, producteur et musicien anglais.
Il a produit un album lauréat du Mercury Prize, Myths of the Near Future des Klaxons, et un autre qui fut seulement nommé, The Age of the Understatement de The Last Shadow Puppets, groupe dont il est aussi le batteur. Il est par ailleurs un des membres de Simian Mobile Disco.

## Discographie

### Albums studio
- 2023 - The Hum[1] (Warp Records)
- 2023 - Tape Improvisations Vol #1[2] (Warp Records)

## Production
- Test Icicles - For Screening Purposes Only (2005)
- Absentee - Schmotime (2006)
- Duels - The Bright Lights And What I Should Have Learned (2006)
- Mystery Jets - Making Dens (2006)
- Arctic Monkeys - Favourite Worst Nightmare (2007)
- Klaxons - Myths Of The Near Future (2007)
- Simian Mobile Disco - Attack Decay Sustain Release (2007)
- The Last Shadow Puppets - The Age of the Understatement (2008)
- Florence and the Machine - Lungs (2009)
- Peaches - I Feel Cream/Cum (2009)
- Klaxons (2009)
- Arctic Monkeys - Humbug (2009)
- Crocodiles - Sleep Forver (2010)
- Alex Turner - Submarine (2011)
- Arctic Monkeys - Suck It And See (2011)
- Arctic Monkeys - AM (2013)
- Foals - What Went Down (2015)
- Depeche Mode - Spirit (2017)
- Everything Everything - A Fever Dream (2017)
- Arctic Monkeys - Tranquility Base Hotel and Casino (2018)
- Gorillaz - The Now Now (2018)
- Arctic Monkeys - The Car (2022)
- Depeche Mode - Memento Mori (2023)
- Pet Shop Boys - Nonetheless (2024)
- The Last Dinner Party - Prelude to Ecstasy (2024)
- Fontaines D.C. - Romance (2024)